# Heinz Schneiter
Pour les articles homonymes, voir Schneiter.
Heinz Schneiter est un footballeur suisse né le 12 avril 1935 à Thoune (canton de Berne) et mort le 6 juillet 2017.

## Biographie

### En sélection
- 44 sélections, 3 buts en équipe de Suisse
- Participation à la phase finale de la Coupe du monde 1962 (1 but) et Coupe du Monde 1966.